# ENFP
Cet article concerne un type psychologique de la classification Myers-Briggs. Pour le type socionique ENFp, voir Socionique.
ENFP (acronyme en anglais « extraversion, intuition, feeling, perception » signifiant Extraversion, Intuition, Sentiment, Perception) est une abréviation utilisée dans le cadre du Myers-Briggs Type Indicator (MBTI) au sujet de l'un des 16 types psychologiques du test. Il est l'un des quatre types appartenant au tempérament Idéaliste.
Les ENFP forment un type de personnalité peu fréquent, constituant environ 7 % de la population.

## Préférences du ENFP
- E — Extraversion préférée à l'introversion : les ENFP aiment interagir avec les autres. Ils « gagnent » en énergie par le contact avec autrui et aiment posséder un large cercle de connaissances[3].
- N — Intuition préférée à la sensation (la lettre N est utilisée puisque le I est déjà utilisé pour l'introversion) : les ENFP sont davantage abstraits que concrets. Ils concentrent leur attention sur l'image globale d'une chose ou d'une situation plutôt que sur ses détails, sur le contexte plutôt que sur la chose en elle-même, sur les possibilités futures plutôt que sur les réalités immédiates[4].
- F — Sentiment (en anglais : Feeling) préféré à la pensée : les ENFP valorisent davantage les considérations subjectives ou personnelles que les critères impersonnels et objectifs. Lorsqu'ils prennent des décisions, ils accordent un poids plus grand à des considérations sociales qu'à la logique[5].
- P — Perception préférée au jugement : les ENFP retiennent leur jugement et mettent du temps à prendre des décisions importantes, préférant garder un maximum de possibilités ouvertes au cas où les circonstances changeraient[6].

## Caractéristiques

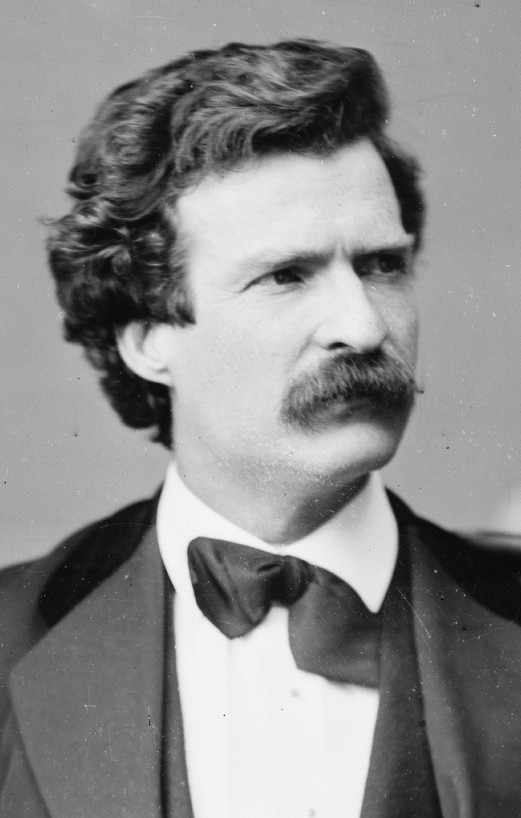
Certains praticiens ont spéculé sur le fait que Mark Twain ait été ENFP. Cependant, si l'on suit les règles du MBTI, seul le passage du test permet d'identifier avec certitude un type de personnalité.

Les ENFP sont les initiateurs du changement. Ils perçoivent facilement les possibilités d'une situation donnée et stimulent les autres grâce à leur enthousiasme contagieux. Ils préfèrent le début d'un projet ou d'une relation, et sont infatigables lorsqu'il s'agit de trouver de nouveaux intérêts ou projets. Les ENFP sont capables d'anticiper les besoins des autres et de leur offrir l'aide dont ils ont besoin. Ils apportent de la joie et de l'énergie dans tous les aspects de leur vie, et brillent du mieux qu'ils peuvent dans les situations fluides, mouvantes, au sein desquelles ils peuvent exprimer leur créativité et leur charisme. Ils ont tendance à idéaliser les gens et peuvent se sentir déçus lorsque la réalité échoue à répondre à leurs attentes ; les situations les plus frustrantes, pour eux, sont celles où il est nécessaire de porter un long suivi sur un projet précis ou de porter une grande attention aux détails.
D'après David Keirsey, les ENFP constituent le type MBTI le plus tourné vers l'innovation. Ils sont optimistes, enthousiastes, vivaces. Pourvus d'un flair puissant, ils partagent leurs expériences avec les autres, espérant révéler ainsi quelque vérité universelle ou gagner autrui à leur cause. Adaptés aux possibilités nouvelles, ils « scannent » leur environnement, réceptifs aux émotions, besoins et motivations des autres. Cette sensitivité entre parfois en conflit avec leur quête d'authenticité personnelle. Spontanés et enthousiastes, ils amènent les autres à eux, lesquels trouvent leur compagnie agréable. Ils sont tournés vers l'extérieur et possèdent le don de percer intuitivement la personnalité de quelqu'un d'autre, sa manière de penser, ses aspirations et ses buts, après très peu de temps passé à son contact.

## Fonctions cognitives
D'après les développements les plus récents, les fonctions cognitives des ENFP s'articulent comme suit :
DominanteIntuition extravertie (Ne)
L'intuition extravertie trouve et interprète le sens caché d'un objet, d'un propos ou d'une situation, raisonnant à partir de la question "et si...?" pour explorer d'éventuelles alternatives et faire coexister de multiples possibilités. Ce jeu de l'imagination tisse la toile de l'expérience et d'une certaine perspicacité pour former un nouveau schéma d'ensemble, qui peut devenir un catalyseur pour l'action. Le monde physique est la première source d'information des ENFP. Plutôt que de sentir les choses telles qu'elles sont, l'intuition les sent comme elles pourraient être. Étant extravertie, l'intuition ressent profondément les liens entre les choses et les cadres qui les entourent. Cette inclination naturelle s'exprime dans les relations avec autrui, ou même avec les animaux.
AuxiliaireSentiment introverti (Fi)
Le sentiment introverti filtre les informations à partir de jugements de valeurs, et forme ces jugements à partir de critères souvent intangibles. Il balance constamment entre deux impératifs différents, tels que le désir d'harmonie et celui d'authenticité. Adapté aux distinctions subtiles, le sentiment introverti sent instinctivement ce qui est vrai ou faux dans une situation donnée. Les ENFP qui font trop souvent part de leurs sentiments peuvent rejeter, sans s'en rendre compte, quelques-uns des nombreux amis qu'ils attirent naturellement.
TertiairePensée extravertie (Te)
La pensée extravertie organise et planifie les idées pour assurer une poursuite efficace et productive d'objectifs donnés. Elle cherche des explications logiques aux actions, évènements et conclusions, et y identifie de possibles erreurs ou sophismes. Comme pour tous les types FP (sentiment et perception), les ENFP peuvent oublier les limites de leur pensée et se fourvoyer dans des erreurs logiques, plus facilement que les types NT (intuition et pensée).
InférieureSensation introvertie (Si)
La sensation introvertie collecte les données du moment présent et les compare avec celles des expériences passées. Ce processus fait remonter à la surface des sentiments associés à des souvenirs que le sujet revit en se les remémorant. Cherchant à protéger ce qui lui est familier, la sensation introvertie identifie dans l'histoire des buts et des attentes en vue d'évènements futurs. Sous l'influence d'une intuition omniprésente, les perceptions sensorielles des ENFP risquent constamment d'être replacées dans le cadre ou le paradigme en laquelle celle-ci croit. Lorsqu'elle est protégée et nourrie, la sensation introvertie donne des informations sur ce qui reste fixe. Les ENFP sont alors mieux équipés pour deviner de nouvelles possibilités.
La combinaison du sentiment introverti et de la sensation introvertie pousse les ENFP à se fier silencieusement à ce que leurs parents, leurs amis ou éventuellement des figures d'autorité souhaitent pour eux. La prédominance d'une intuition efficace, mais indécise, suivie d'un sentiment introverti ambigu et d'une pensée relativement faible les conduit à favoriser le choix des autres au leur propre, y compris dans des décisions d'importance vitale. Malgré leur dynamisme, les ENFP sont fortement influencés par l'opinion de leurs amis.

### Fonctions secondaires
D'après les développements les plus récents, notamment les travaux de Linda V. Berens, ces quatre fonctions additionnelles ne sont pas celles auxquelles les ENFP tendent naturellement, mais peuvent émerger en situation de stress. Pour les ENFP, ces fonctions s'articulent comme suit :
- Intuition introvertie (Ni): Attirée par des dispositifs ou actions symboliques, l'intuition introvertie opère la synthèse de couples de contraires pour créer dans l'esprit des images neuves. De ces réalisations provient une certaine forme de certitude, qui demande des actions ou des expériences pour nourrir une éventuelle vision de l'avenir ; de telles réalisations peuvent inclure des systèmes complexes ou des vérités universelles[15].
- Sentiment extraverti (Fe): Le sentiment extraverti recherche le lien social et créée d'harmonieuses interactions par un comportement poli et adapté. Il répond aux désirs explicites (et implicites) des autres, ce qui peut donner lieu à un conflit interne entre les propres besoins du sujet et le désir de satisfaire ou de comprendre ceux des autres[16].
- Pensée introvertie (Ti): La pensée introvertie recherche la précision, par exemple celle du mot juste pour exprimer une idée avec exactitude. Elle remarque les menues distinctions qui définissent l'essence des choses, puis les analyse et en opère la classification. La pensée introvertie examine une situation sous tous les aspects, cherche à résoudre des problèmes avec le minimum d'efforts et de risques. Elle recourt à des modèles pour remédier aux flottements et inconsistances du raisonnement logique[17].
- Sensation extravertie (Se): La sensation extravertie se concentre sur les expériences et les sensations du monde physique et immédiat. Pourvue d'une conscience aigüe de ce qui entoure l'individu, elle lui apporte des faits et des détails pouvant constituer le moteur d'actions spontanées[18].

## ENFP célèbres
Bien que seul le passage du test MBTI permette d'identifier avec certitude un type de personnalité, plusieurs praticiens ont tenté de déterminer le type de certains personnages célèbres à partir d'éléments biographiques. Le psychologue américain David Keirsey a ainsi identifié de nombreux ENFP célèbres.

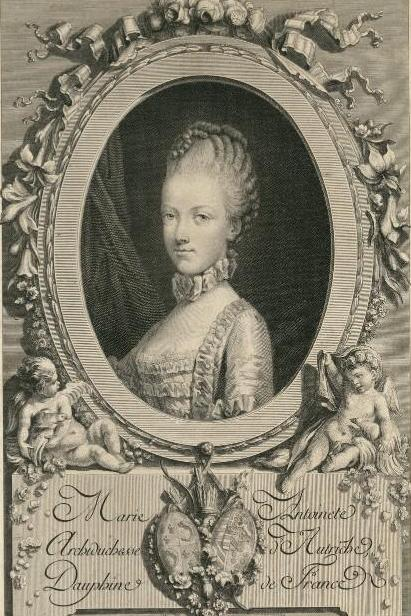
Marie-Antoinette d'Autriche, reine de France.
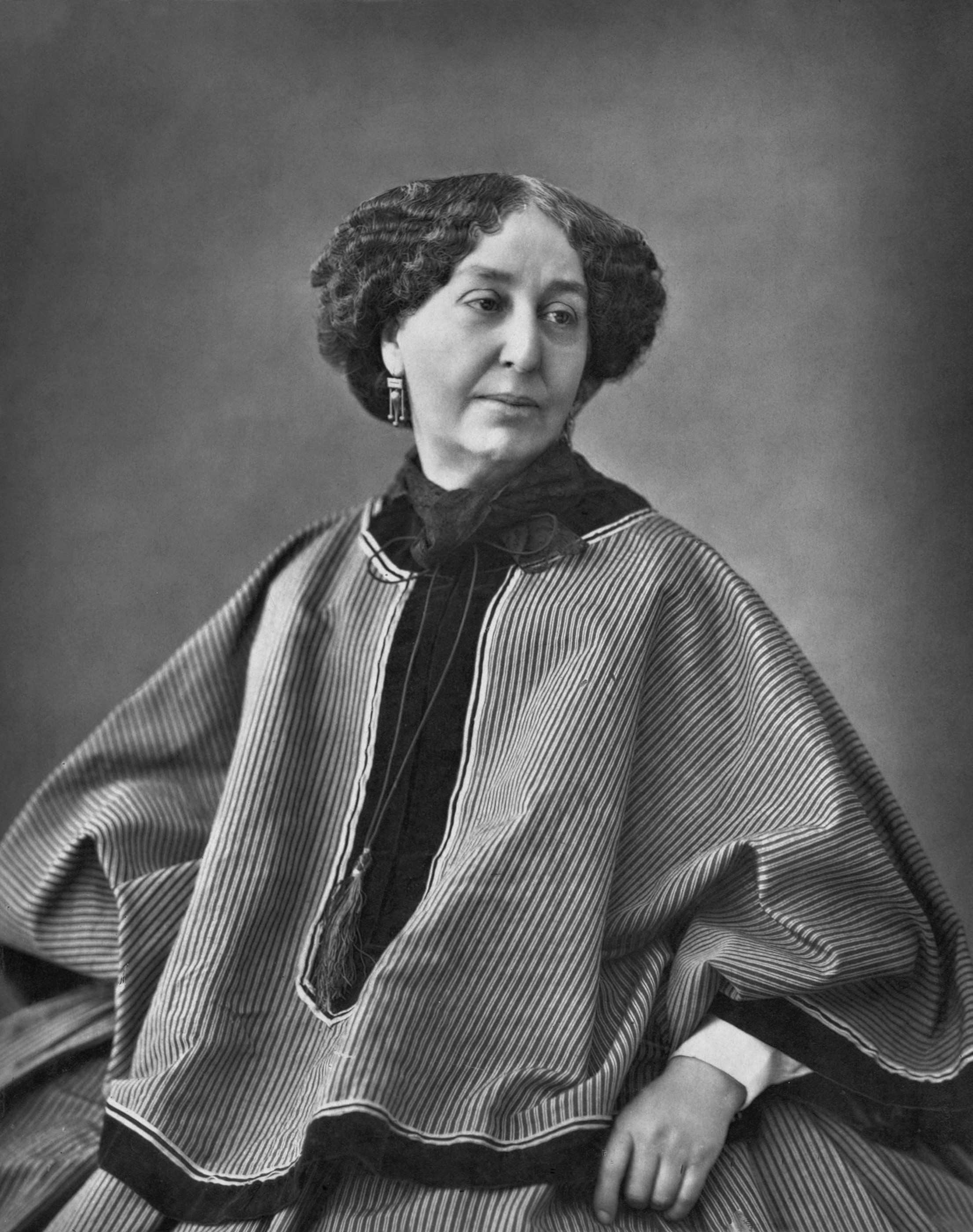
George Sand, romancière romantique française.
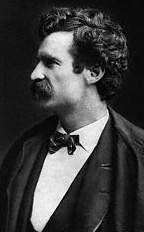
Mark Twain, écrivain, humoriste et homme d'affaires américain.
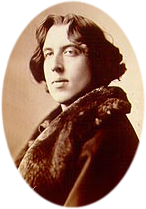
Oscar Wilde, écrivain irlandais tenant de « L'Art pour l'art ».
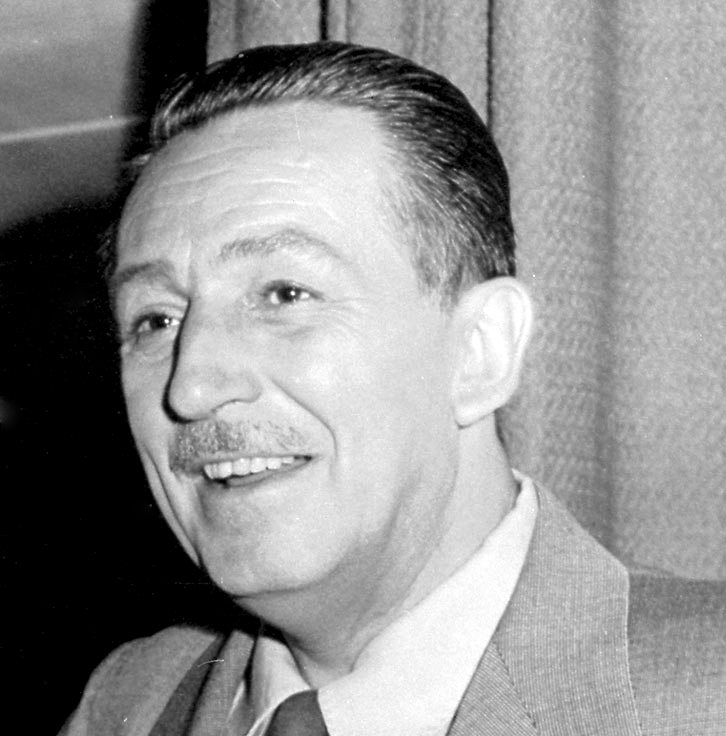
Walt Disney, producteur, réalisateur et scénariste d'animation américain.
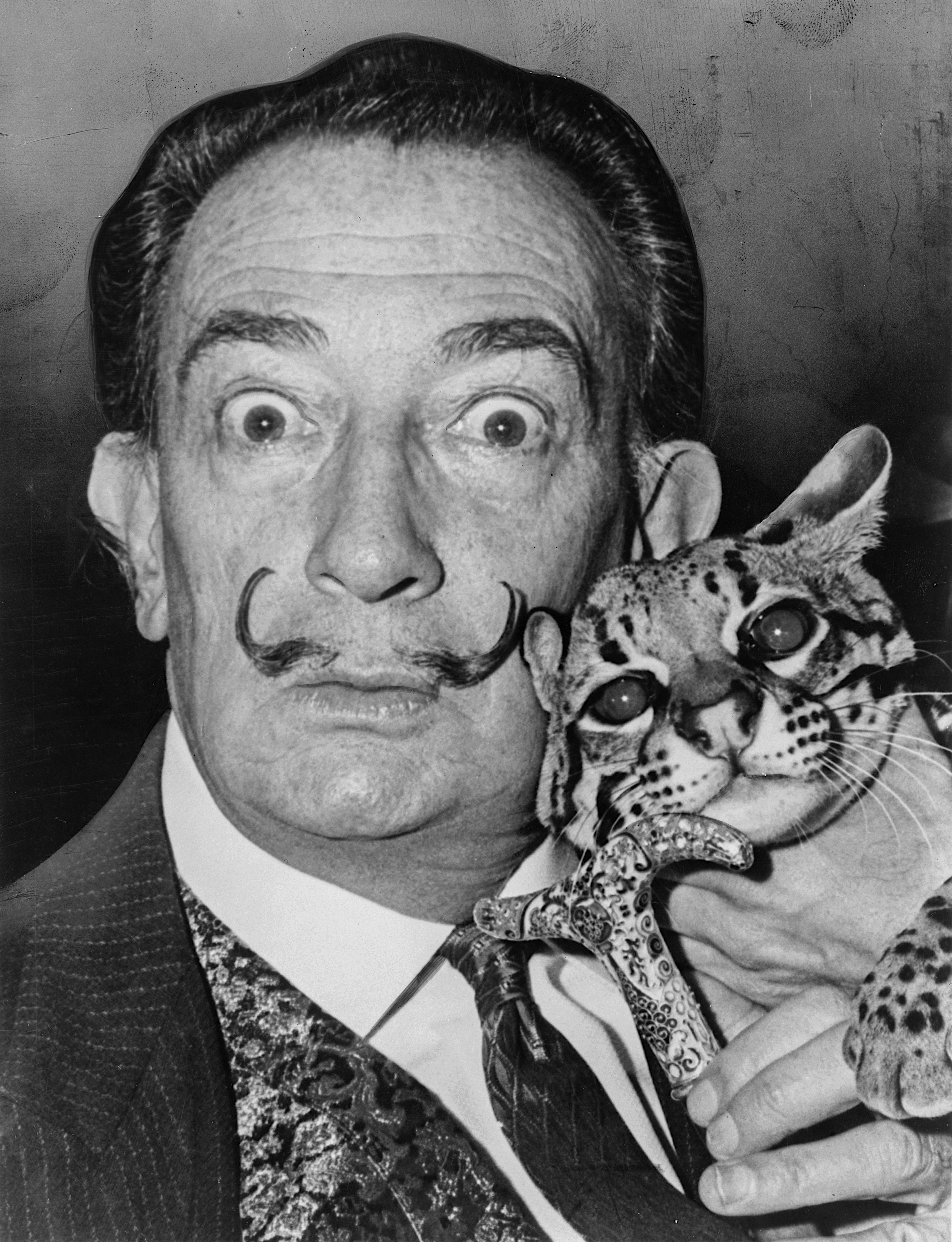
Salvador Dalí, artiste surréaliste espagnol.
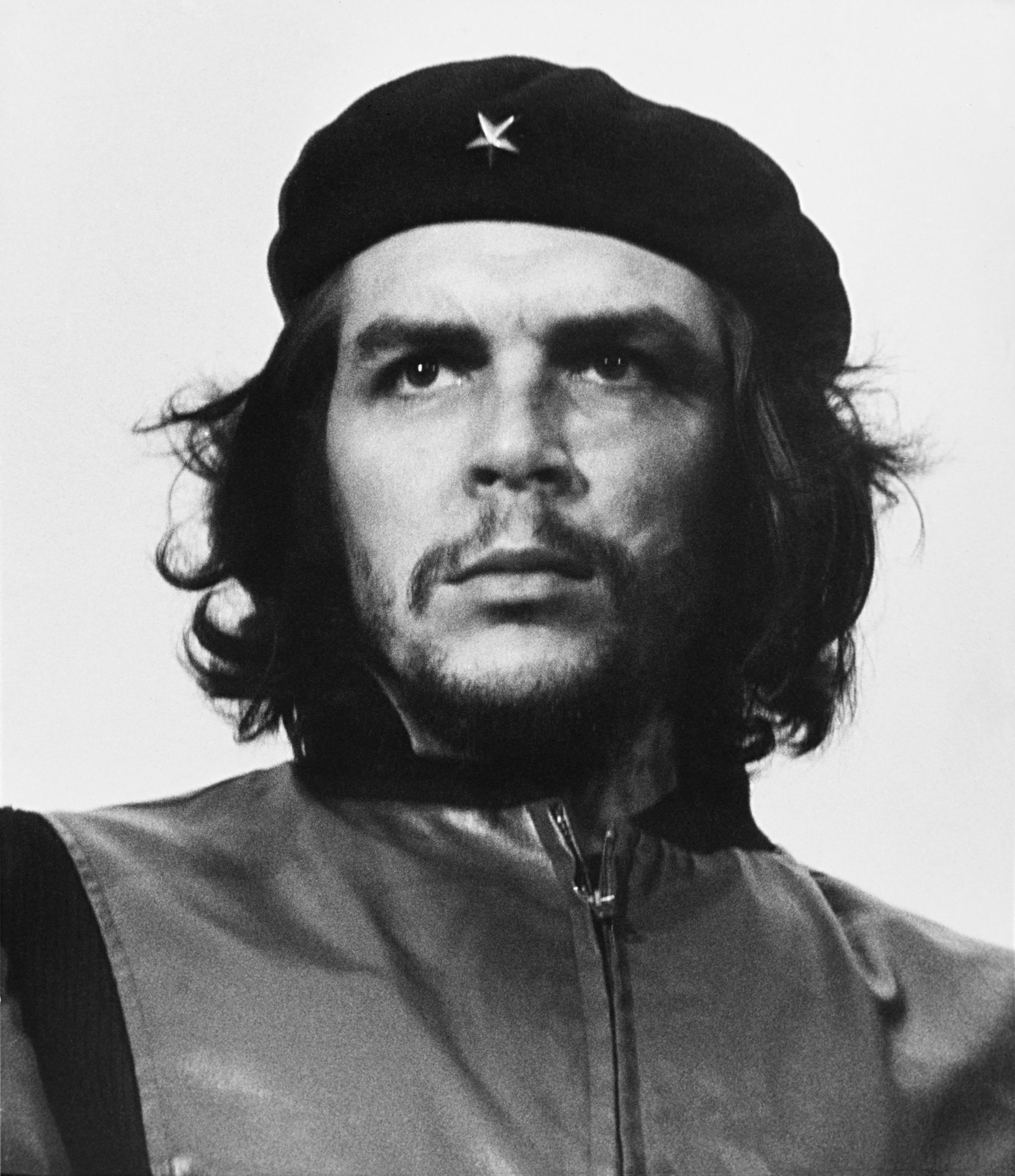
Che Guevara, révolutionnaire et homme politique argentin.
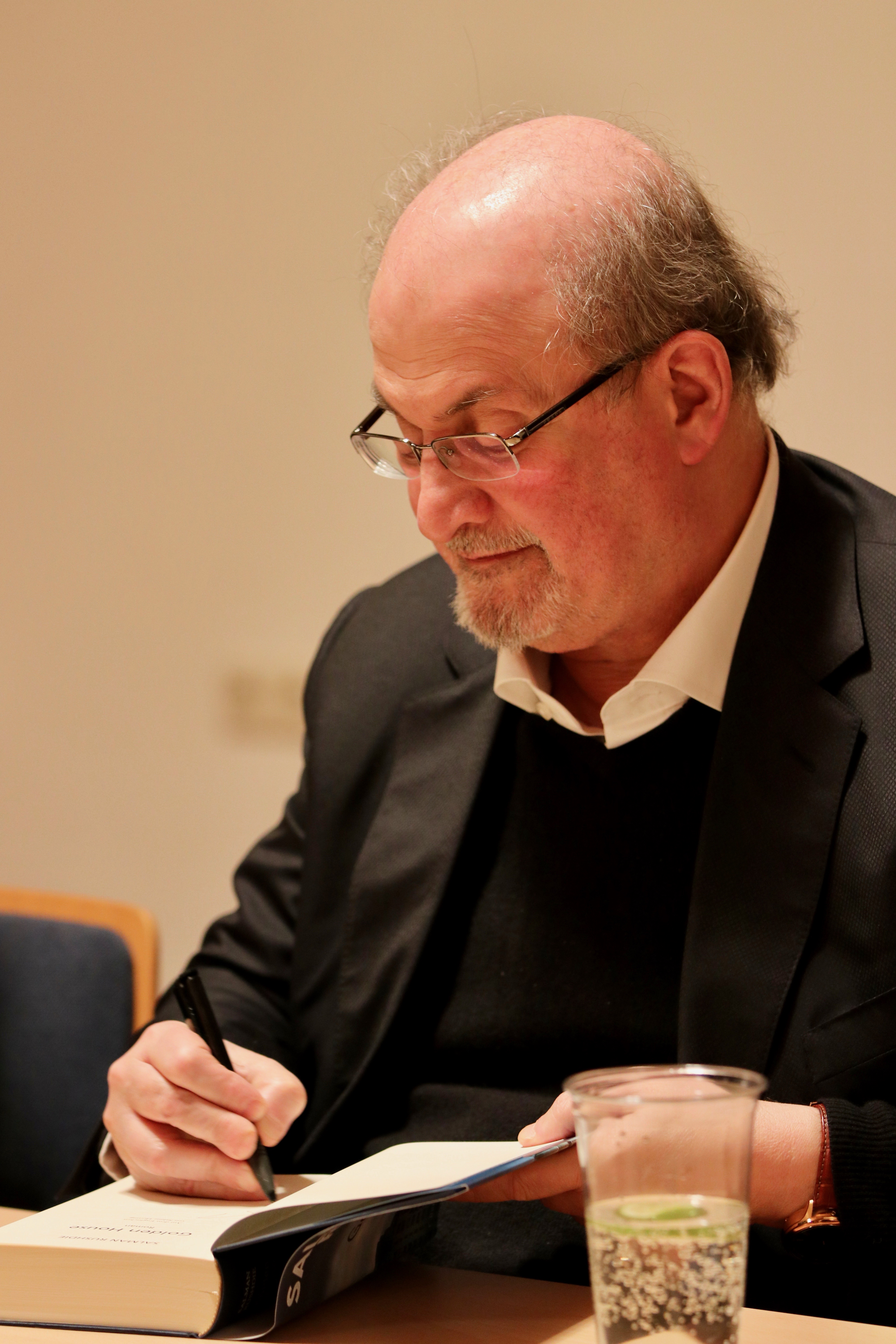
Salman Rushdie, écrivain indo-britannique du courant du réalisme magique.
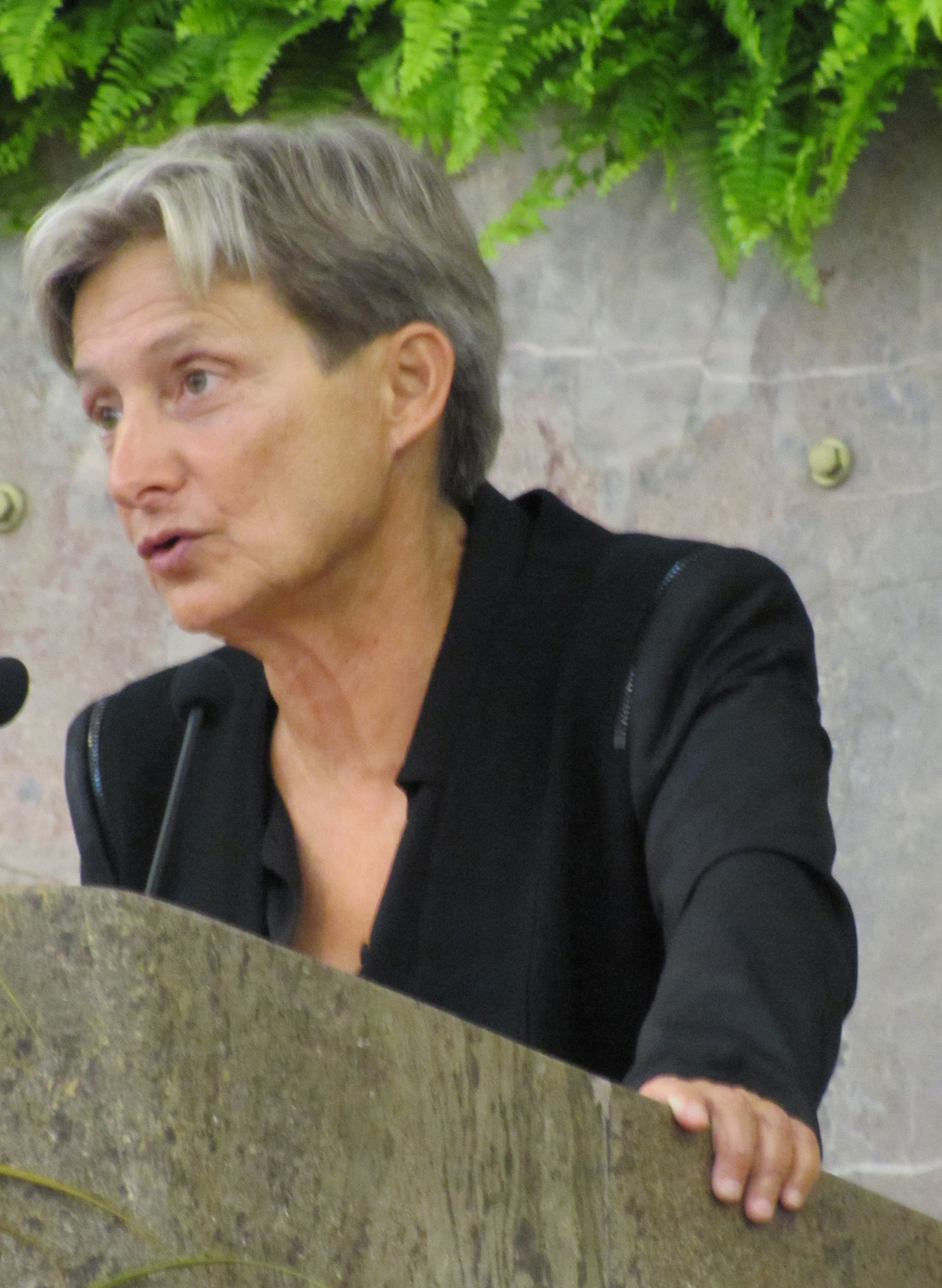
Judith Butler, philosophe américaine déconstructiviste.